# Jean de Bettencourt
Jean de Bettencourt (Héricourt-en-Caux, Grainville-la-Teinturière, Ducado da Normandia, 1362 - † 1425), também conhecido por Jean de Béthencourt, Jean de Ventancorto ou João de Bentancour, foi um fidalgo normando e iniciador da conquista cristã das Canárias. Em conjunto com Gadifer de la Salle organizou em 1402 uma expedição destinada à conquista das ilhas e submissão das populações guanche. Tendo sucesso parcial na conquista, passou a usar o título de Rei das Canárias.

## Biografia
Jean de Béthencourt nasceu em 1362 no castelo de Grainville-la-Teinturière, Cany-Barville, Dieppe, Normandia, filho de João III de Béthencourt (1339 - ?)  e de Marie de Bracquemont, (1340 -?) ambos da aristocracia normanda. O pai faleceu a 13 de Março de 1364 na batalha de Cocherel, tendo sua mãe casado em segundas núpcias com Roger Suhart. Foi irmão de Jorge de Bettencourt (1380 -?) que casou com D. Elvira Gonçalves de Ávila, Henri de Bettencourt (1400 - ?) que casou com D. Margarida de Bettencourt, e Maciot de Bettencourt (1380 -?).
Cresceu no castelo de Grainville-la-Teinturière na companhia da mãe, do padrasto e de um tio materno, Matias de Braquemont, que entretanto havia casado em segundas núpcias com a sua avó paterna. A educação de Jean de Bettencourt parece ter sido confiada ao tio materno Reginaldo de Braquemont.
Jean de Bettencourt usava o título de barão, graças à baronia de Saint-Martin-le-Gaillard, no condado d'Eu, e respectiva fortaleza, que havia herdado de sua avó Isabeau de Saint Martin. O castelo de Saint-Martin-le-Gaillard sobreviveu até 1419, ano em que foi arrasado pelos ingleses.
Em 1373, com apenas 11 anos, aparece ao serviço do Duque de Anjou, com as funções de “pannetier”, isto encarregado das vitualhas.
Prosseguindo a carreira típica da pequena aristocracia feudal, Jean de Bettencourt serviu como chanceler de Louis de Valois, Duque de Touraine (mais tarde Duque de Orleães) entre 1387 e 1391. Neste período obteve autorização real para reconstruir o castelo de Grainville-la-Teinturière, que havia sido danificado pela guerra civil, e autorização do papa de Avinhão Clemente VII para nele construir uma capela. Em 1390 foi porta-estandarte da expedição do Duque de Orleães contra os piratas mouros do Mediterrâneo. Apesar da expedição ter falhado, Jean de Bettencourt conhece o norte de África, desencadeando nele um interesse por aquela região que determinará o seu futuro.
A partir de 1392, Jean de Bettencourt entrou ao serviço do rei Carlos VI de França, passando a residir em Paris. Entre esta data e 1401 parece ter mantido contactos com aventureiros que participavam nas guerras contra os mouros no sul de Espanha e no norte de África, desenvolvendo o projecto de participar em tais campanhas.
Casou em Paris, a 30 de Abril de 1392 com Joana de Fayel, filha de Guilherme de Fayel e Margarida de Chatillon, casamento de que não houve filhos. O casamento parece ter sido tempestuoso, já que há registo de queixas de Joana sobre o mau tratamento que lhe era infligido pelo marido.
Jean de Bettencourt parece ter tido diversos filhos fora do casamento, de que procede numerosa descendência.[carece de fontes?]
Em Dezembro de 1401 vendeu a sua casa em Paris, iniciando a preparação da sua viagem de conquista às Canárias, matéria que ocupará a maior parte do resto da sua vida.
Faleceu na segunda metade de 1425, quando se preparava para visitar novamente as Canárias. Foi enterrado sob o coro alto da igreja paroquial da sua terra natal de Grainville-la-Teinturière, localidade onde um pequeno museu perpetua a sua memória.

## A expedição às Canárias
Conhecidas desde a antiguidade clássica, as Canárias eram em geralmente identificadas como sendo as ilhas Afortunadas.  Depois de várias explorações de carácter comercial, e das tentativas frustradas de cristianização das ilhas capitaneadas em 1339 por Lançarote Mallocelo (ou Lançarote de França), que deu o nome à ilha de Lanzarote, e em 1345 por Luís de La Cerda, existia na Europa cristã um crescente interesse pelas ilhas.
Nesse contexto, e provavelmente recorrendo aos contactos e experiências ganhos durante a expedição de 1390 ao Mediterrâneo, Jean de Bettencourt decide organizar, com outros nobres normandos, uma expedição às ilhas. Face à insuficiência dos 200 francos em ouro que obteve com a venda de alguns bens, hipotecou os seus senhorios na Normandia a seu tio Roberto de Braquemont por 5 000 libras, reunindo, com outros, os fundos necessários para a expedição.
Os objectivos da expedição, para além das típicas motivações religiosas da época, centradas na conversão cruzadística de pagãos ao cristianismo, parecem ter sido a procura da urzela para tinturaria, de que a Normandia era carente e as Canárias abundantes, e a afirmação pessoal de Jean de Bettencourt, que, graças à proximidade do seu tio Roberto de Braquemont ao papa (na altura comandava a guarda do antipapa Bento XIII em Avinhão), podia aspirar ao apoio papal na concessão do senhorio das ilhas.
A força expedicionária era constituída por um variado bando de 280 aventureiros, alguns provenientes da aristocracia, como Gadifer de la Salle, que exercia as funções de segundo comandante, e Pierre Bontier, um franciscano de Saint Jouin de Marnes, que mais tarde oficiou em Lanzarote na Igreja de São Marcial do Rubicão, que a expedição haveria de ali construir, e Jean le Verrier, um padre que viria a instalar-se em Fuerteventura, como vigário da capela de Nossa Senhora de Bethencourt, ali também construída pela expedição. Estes clérigos foram também os historiadores da expedição, registando os acontecimentos em textos que ainda sobrevivem e que estão na origem da conhecida crónica intitulada Le Canarien.
A expedição partiu a 1 de Maio de 1402 do porto de La Rochelle, escalando a Corunha e Cádis. Em Cádis a expedição demorou-se até Junho, tempo suficiente para Jean de Bettencourt estabelecer uma relação que ao que parece lhe terá dado um filho. A demora terá sido causada pela necessidade de recrutar nova tripulação, pois, devido a deserção, já só restavam 53 dos 280 homens iniciais.
Recomposta a expedição, partindo de Cádis para sul, Jean de Bettencourt atingiu a ilha Graciosa, nas Canárias, em apenas 8 dias de navegação. Dali dirigiu-se a Lanzarote onde desembarcou pacificamente na costa sul, no canal hoje conhecido por Estreito da Bocaina, a 30 de Junho de 1402, iniciando a construção de um forte a que deu o nome de Rubicão, assim chamado devido à cor rubra dos rochedos do lugar.
Deixando parte da expedição encarregue de defender o novo forte, Bethencourt partiu com Gadifer de la Salle para Fuerteventura, mas foi obrigado a regressar devido a motins vários entre a marinhagem e à falta de víveres. Aliás os motins e a insubordinação foram a constante durante a permanência nas Canárias, culminando em 25 de Novembro de 1402, quando parte da expedição se rebelou e saqueou Rubicão, tomando como refém Guardarifa, o rei guanche de Lanzarote, que se tinha aliado a Bettencourt.
À expedição juntaram-se navios vindos de Castela, tendo Bettencourt regressado a Cádis, onde veio solicitar o apoio real, tendo-lhe sido concedido, a 10 de Janeiro de 1403, o senhorio das ilhas (daí ter passado a intitular-se Rei da Canária). Tal honra veio piorar as relações com Gadifer de la Salle, desencadeando novos motins e insubordinações. Apesar disso, Bettencourt terá visitado a generalidade das ilhas, embora sem conseguir submeter as suas populações (os últimos guanche apenas se renderam em 1496).
Em 1405 Bettencourt visitou a Normandia para obter novos recursos, tendo regressado às Canárias na companhia do seu sobrinho Maciot de Bettencourt. Terá aí permanecido até finais de 1406, partindo depois para Roma, de onde terá regressado à Normandia via Florença e Paris.
Não mais regressaria às Canárias, deixando a sua governação nas mãos do referido sobrinho, do qual parecem descender os Bettencourt e Bettancourt que hoje se encontram em todos os arquipélagos da Macaronésia. Mas no fim, em 1418, acaba mesmo por vender os seus direitos feudais a Enrique de Guzmán, conde de Niebla.

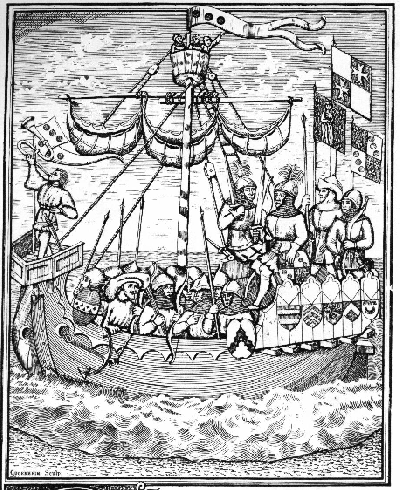
Iluminura do "Le Canarien" mostrando a embarcação de Gadifer de La Salle durante a expedição de 1402.

### Le Canarien
A crónica da expedição às Canárias de Jean de Bettencourt e Gadifer de La Salle é conhecida como Le Canarien. Conhecem-se duas versões daquela crónica: a contida no códice Egerton 2 709 existente no Museu Britânico, em Londres, que teria sido começada pelos clérigos que acompanharam a expedição (Pierre Bontier e Jean le Verrier) e continuada pelo próprio Gadifer de La Salle entre 1410 e 1420; e a contida no códice Montruffet, existente na Biblioteca Municipal de Rouen, França, aparentemente feita com base no primeiro códice, mas com largas passagens reescritas por um sobrinho de Jean de Bettencourt por volta de 1490.
O códice Egerton é claramente favorável às posições de Gadifer de La Salle, apresentando uma iluminura mostrando um dos navios da expedição ostentando no mastro as suas insígnias. Pelo contrário, o códice Montruffet defende as posições de Jean de Bettencourt, atribuindo-lhe os êxitos da expedição.
O códice Montruffet, mais completo, foi publicado em 1630 por Pierre Bergeron, enquanto que o códice Egerton, descoberto apenas em 1888, foi editado pela primeira vez em 1896 por Pierre Margry. A fixação do texto apresenta grandes dificuldades, já que não se conhece o original, pelo que as edições são dificilmente reconciliáveis. Uma edição muito cuidada e comparada foi levada a cabo por Elías Serra e Alejandro Cioranescu (La Laguna, Instituto de Estudios Canarios, Fontes rerum Canariarum, VIII, IX e XI, 1959-1965).